# Erdőtarcsa
Erdőtarcsa là một thị trấn thuộc hạt Nógrád, Hungary. Thị trấn này có diện tích 15,07 km², dân số năm 2010 là 521 người, mật độ 35 người/km².